# Villa Engström

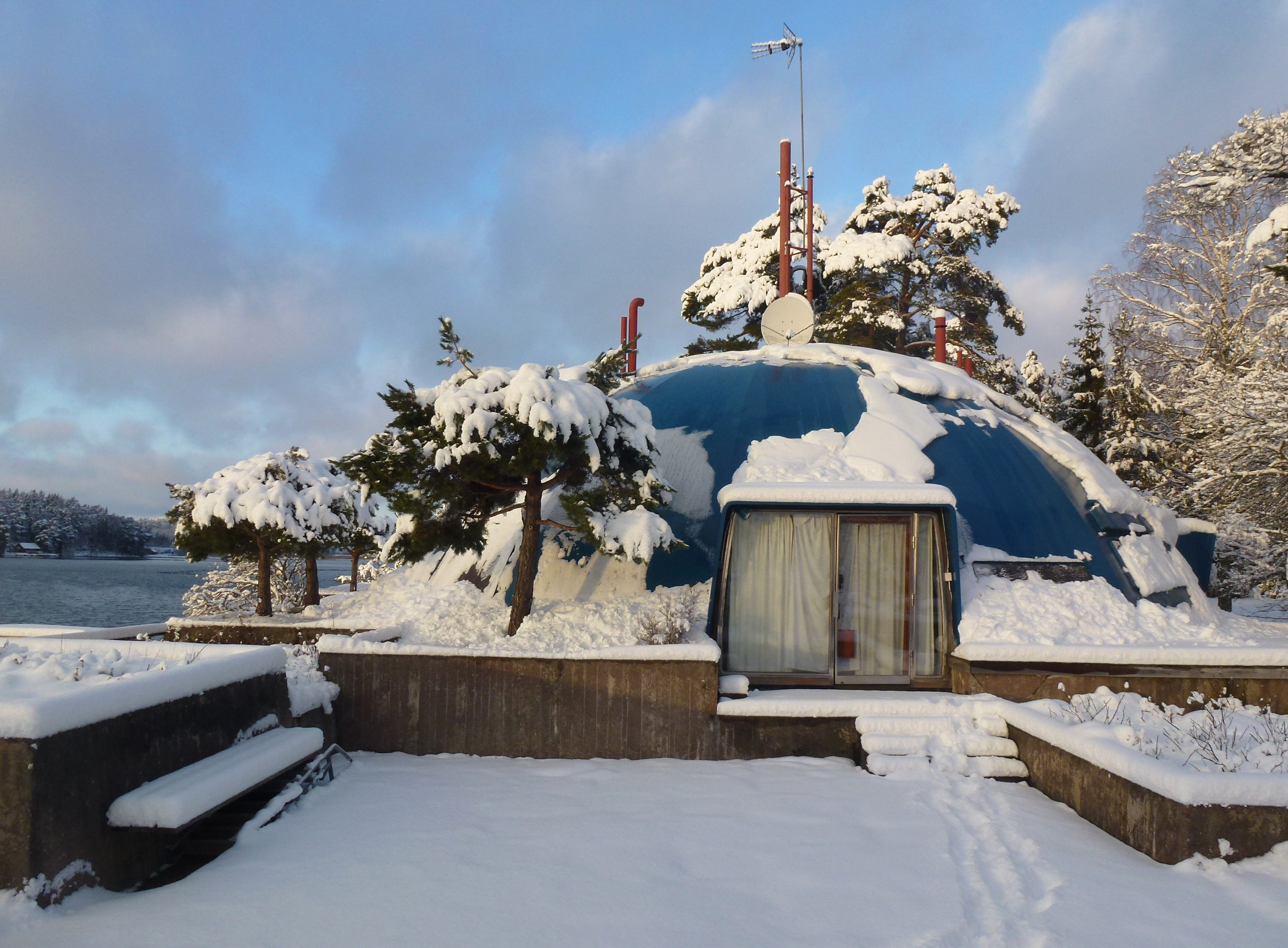
Kupolvillan i januari 2015.

Villa Engström, även kallad Kupolvillan, är en villa vid Hästnäsviken i Sorunda distrikt, cirka tio kilometer väster om Nynäshamn. Villan är ritad av arkitekt Ralph Erskine och uppförd under åren 1955 till 1956. Byggnaden räknas till Erskines mest extrema skapelser i sökandet efter en naturanpassad hustyp.

## Beskrivning

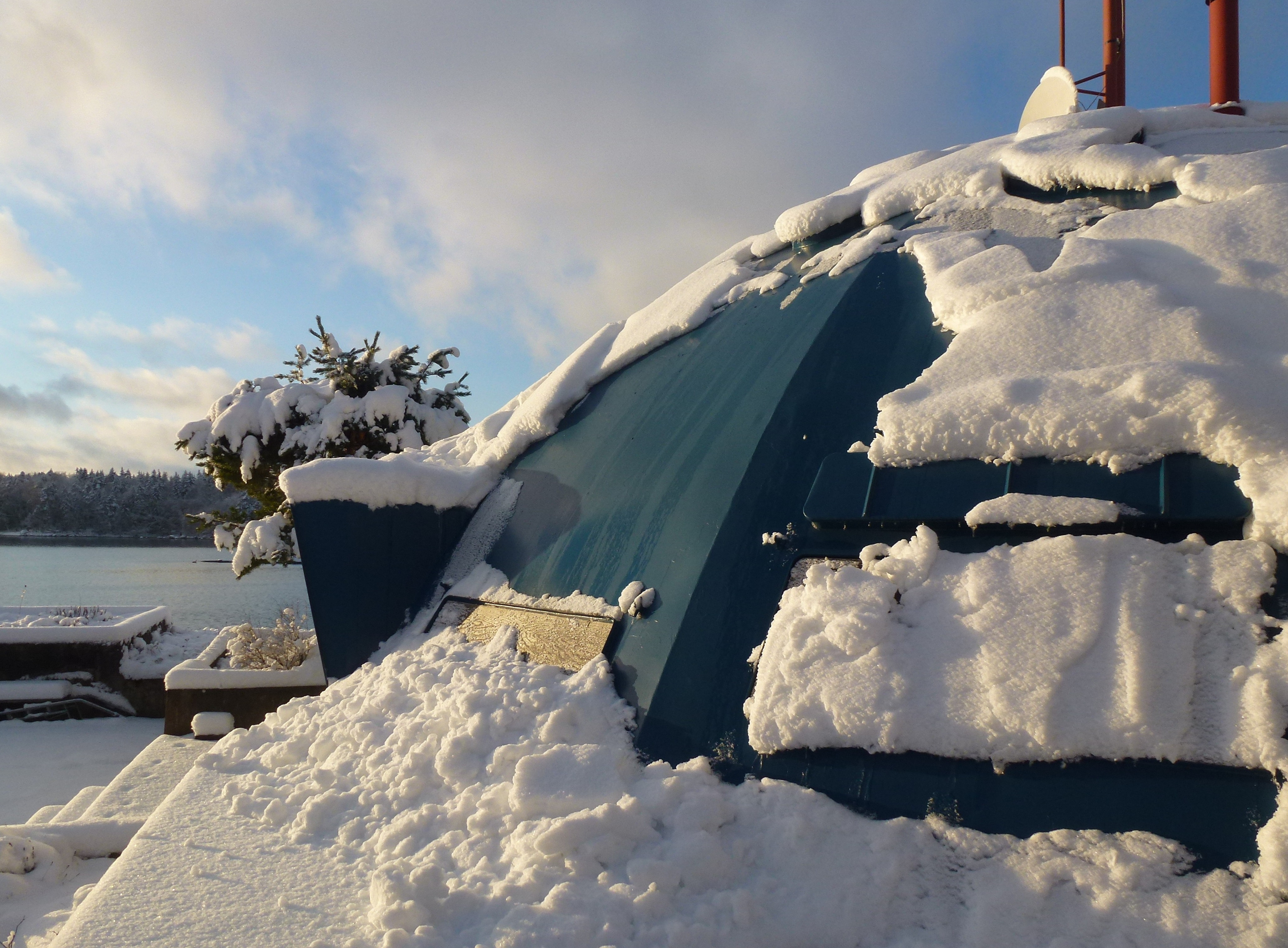
Kupolvillan i januari 2015.

I Villa Engström kom Erskines idéer om en speciell nordisk arkitektur till uttryck, som även byggherren engagerade sig i. Villan beställdes av chefen för en mekanisk verkstadsindustri och var tänkt som familjens permanentbostad. Huset är utformat som en kupol med 16 meters fri spännvidd och ser ut som ett UFO som har landat vid östra stranden av Hästnäsviken. 
Takkonstruktionen består av 16 stycken 3 mm tjocka stålplåtsegment som tillverkades på byggherrens fabrik. Kupolformen gav maximal volym i förhållande till ytterväggarnas yta.  Fönstren är små och riktade mot havet. De inre delarna av byggnaden belyses med hjälp av takljuskupoler av plexiglas. Taket är avfärgat i blå kulör, detta skulle enligt Erskine ”harmonisera med skärgårdens rundade klippor”.
Interiören visar en sammanhållande, öppen volym med en högsta takhöjd av 5,5 meter. Bostadsarean är 200 m², i två plan, därav 158 m² i bottenvåningen. På bottenvåningen finns vardagsrum, kök, matplats, fem sovrum, badrum, kapprum och WC, i övre planet anordnades några gästrum och förråd. Kupolens insida är klädd med vitmålade gipsskivor, golvet är belagd med teakbrädor. 
Huset var ursprungligen tänkt som prototyp för massproduktion i Engströms egen fabrik, men därav blev intet, och inte heller blev villan permanentbostad utan ett fritidshus.

## Historiska bilder

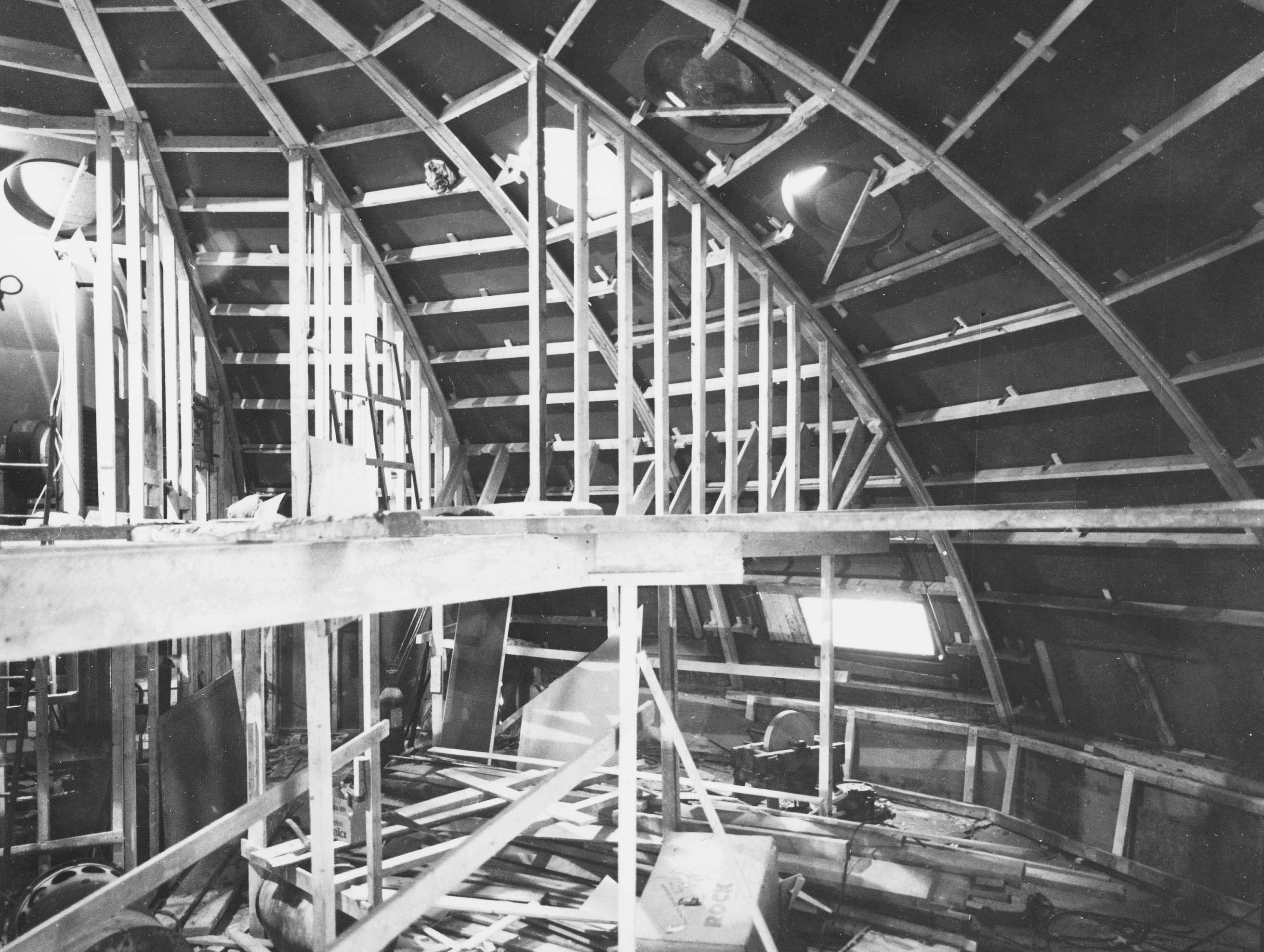
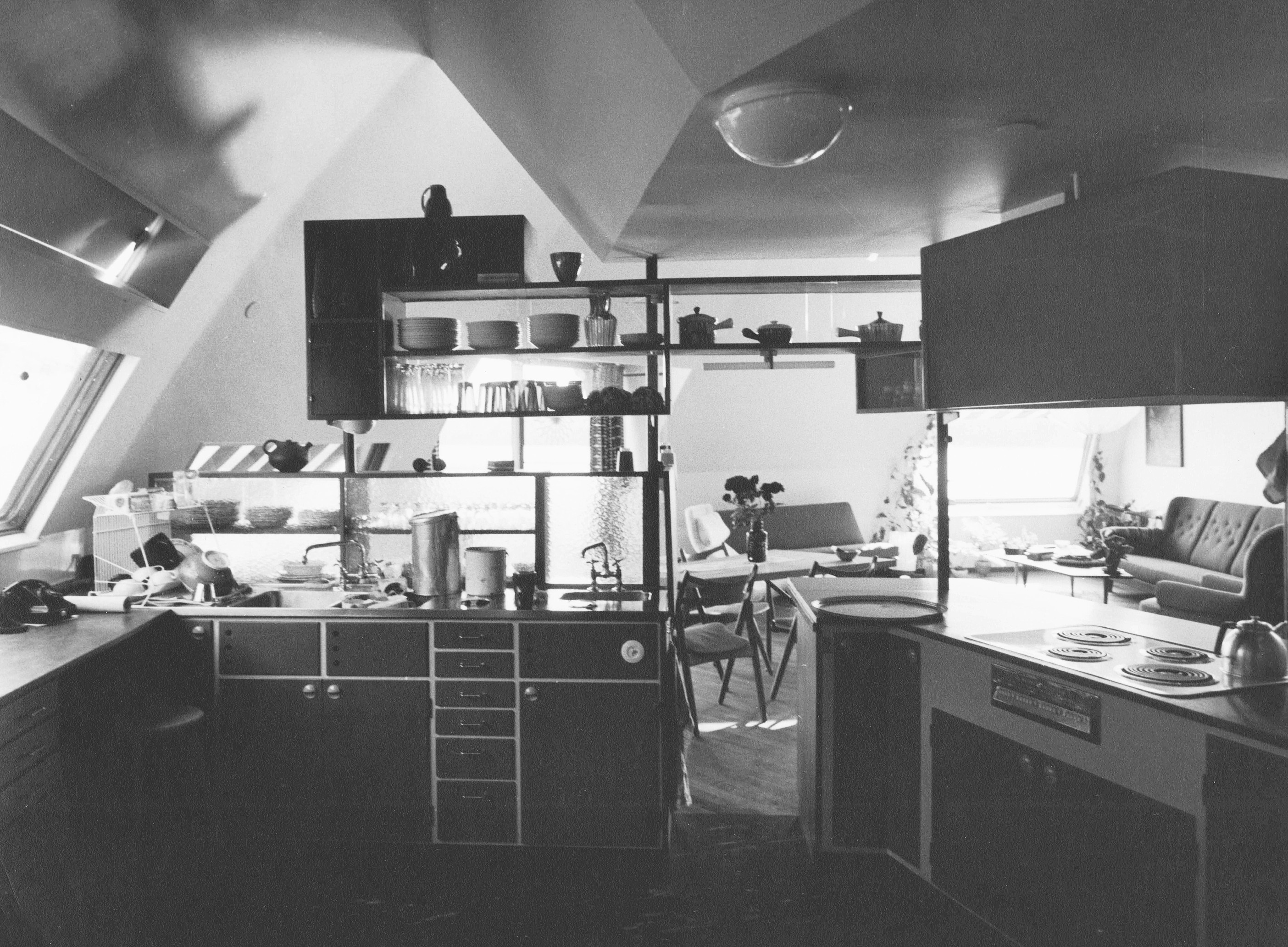
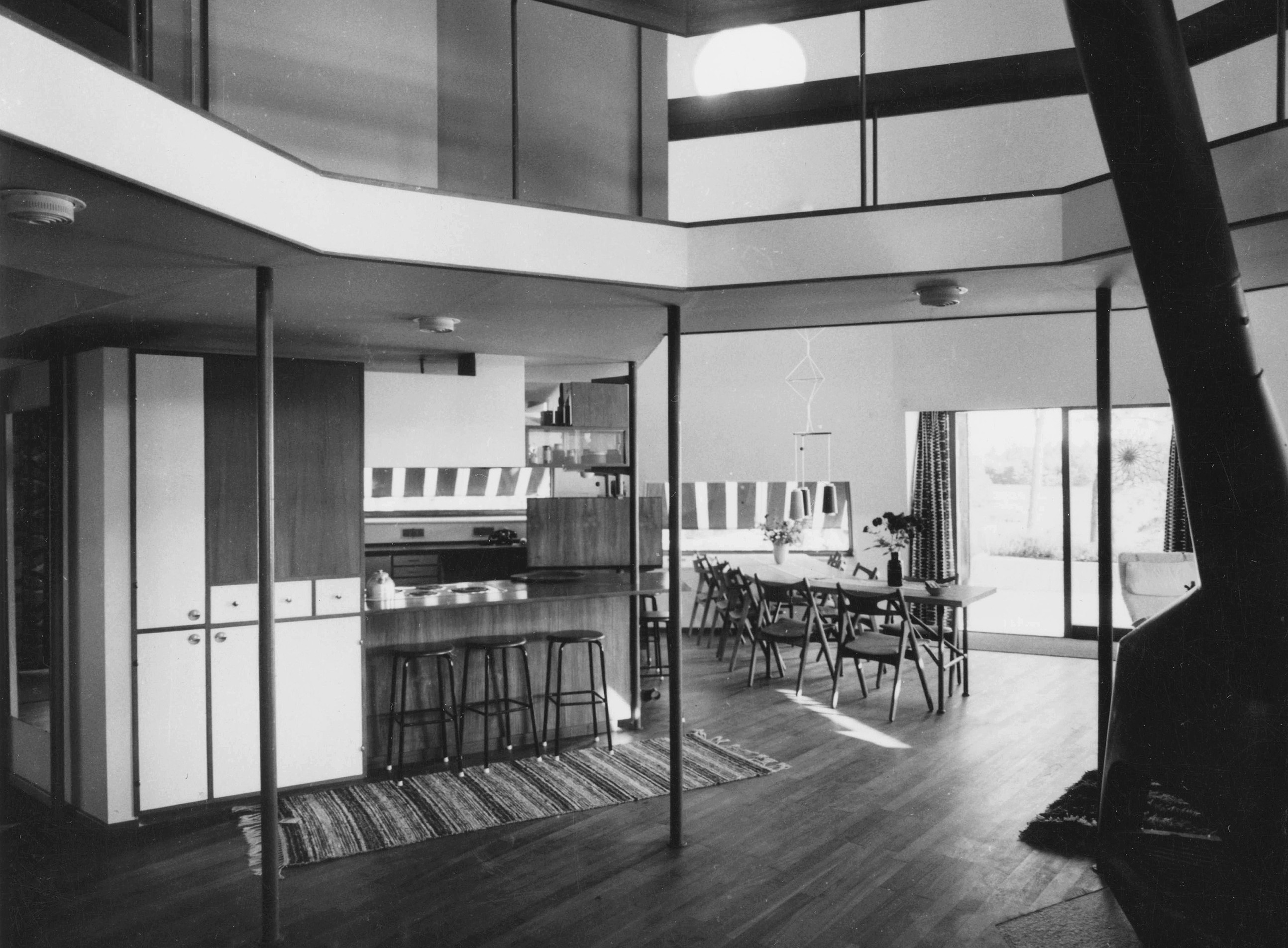
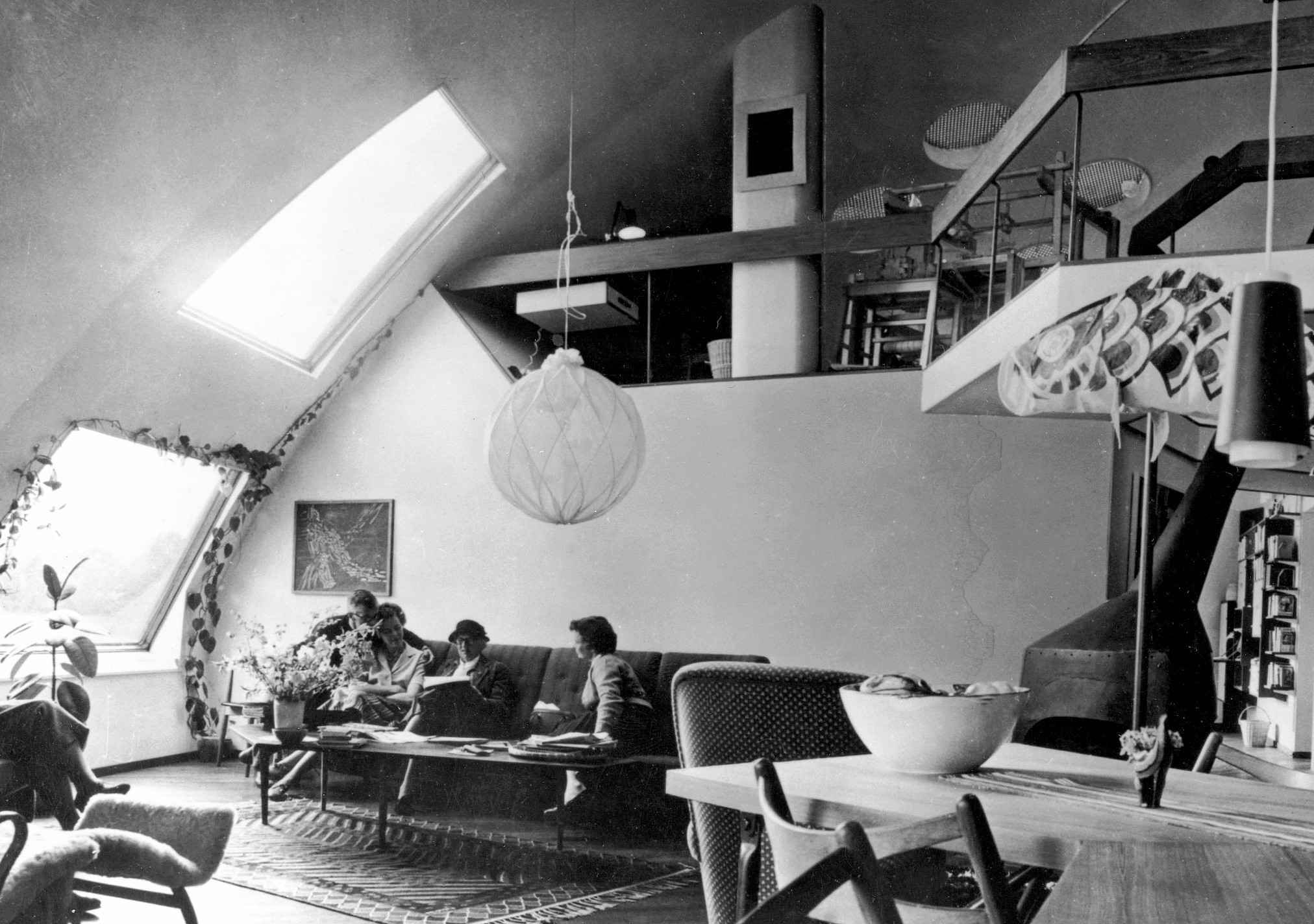
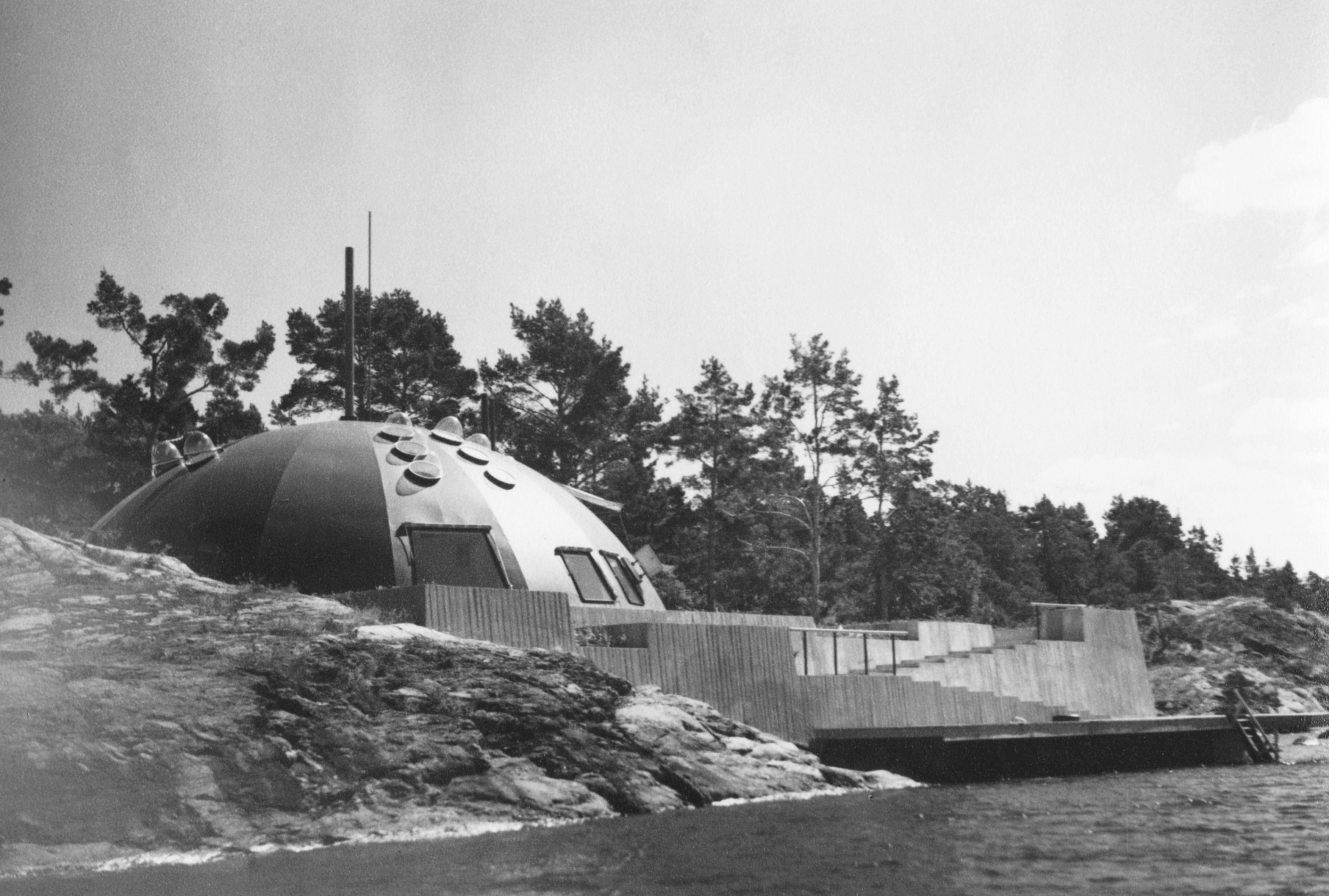
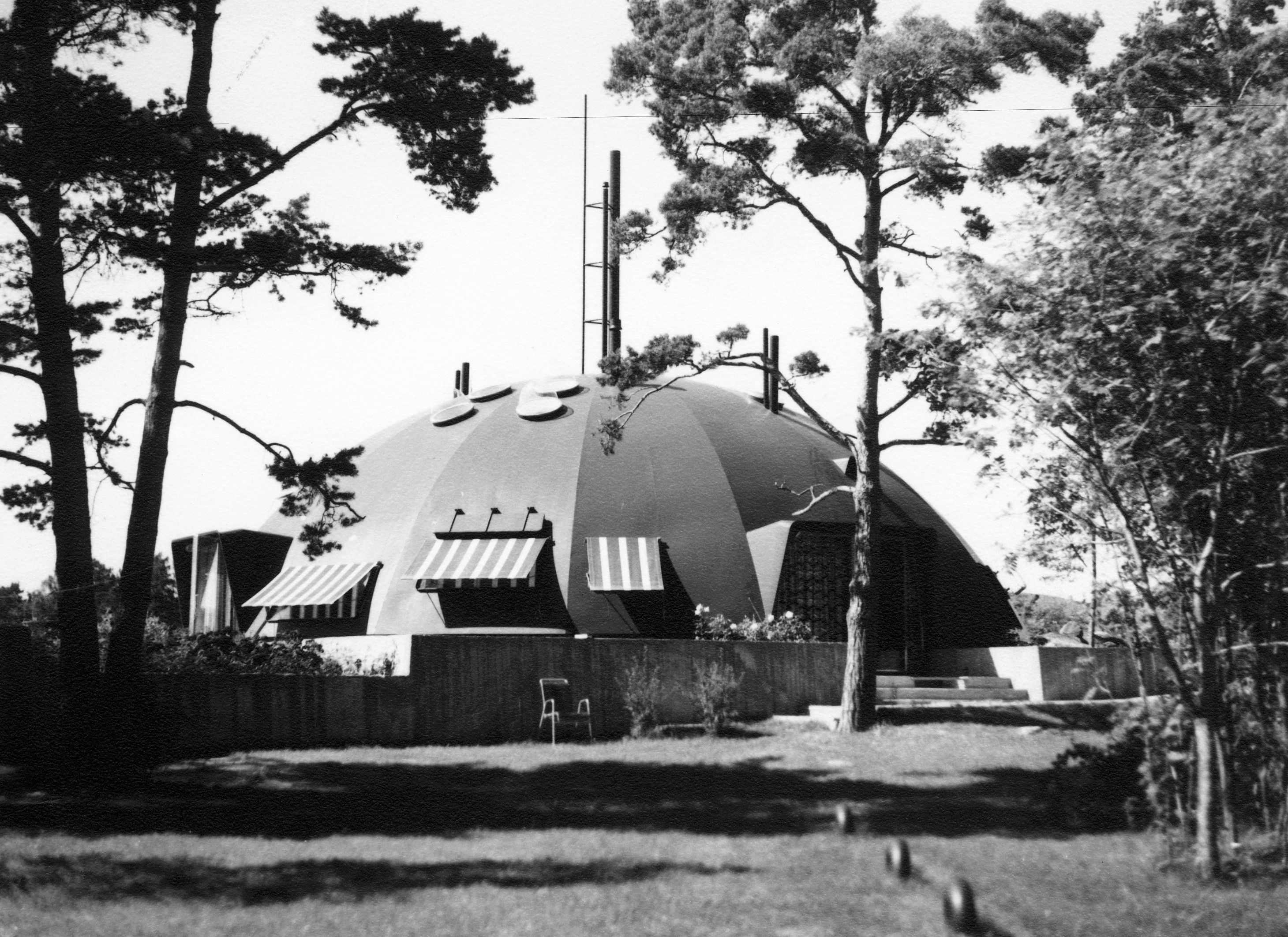
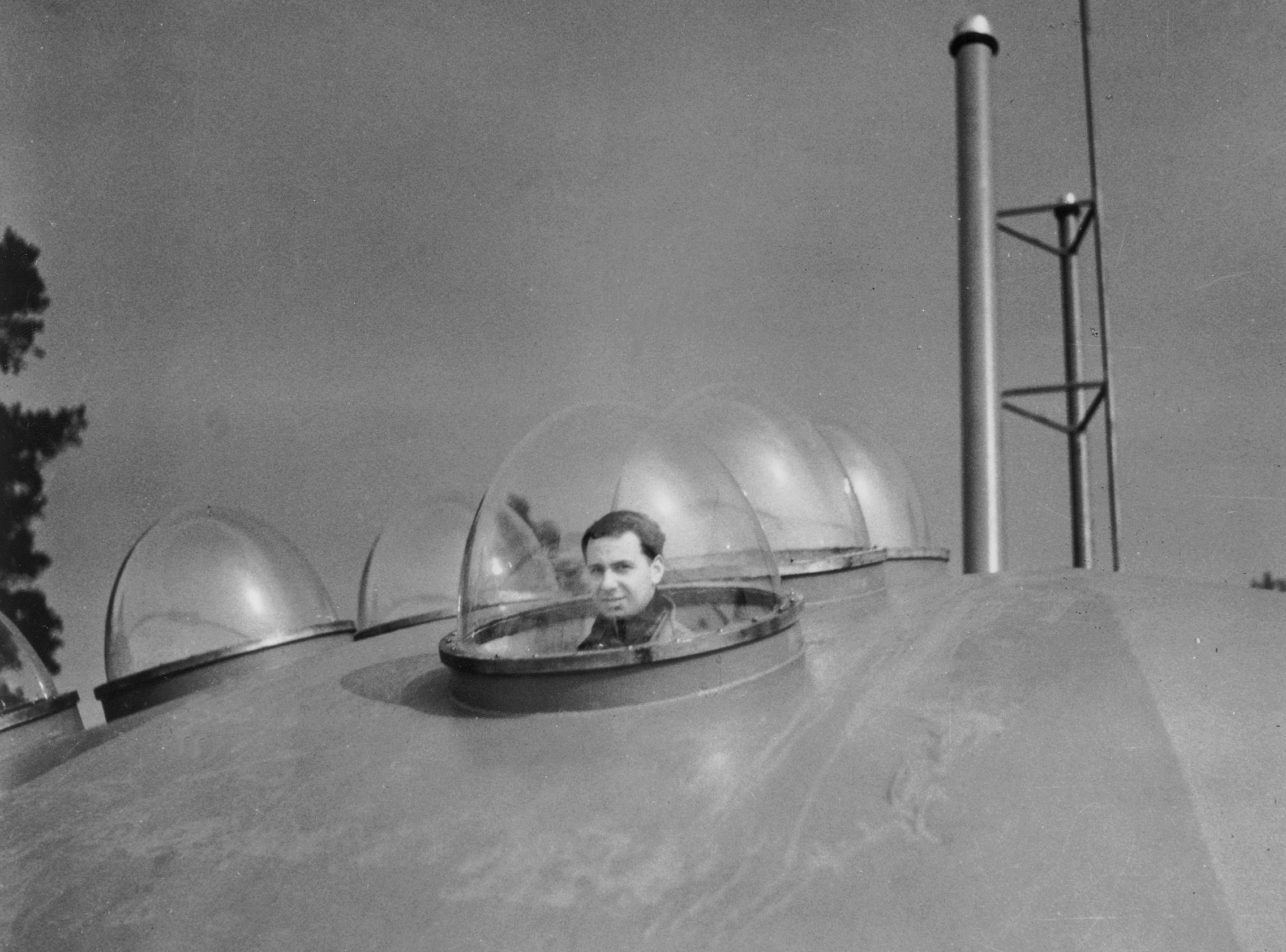
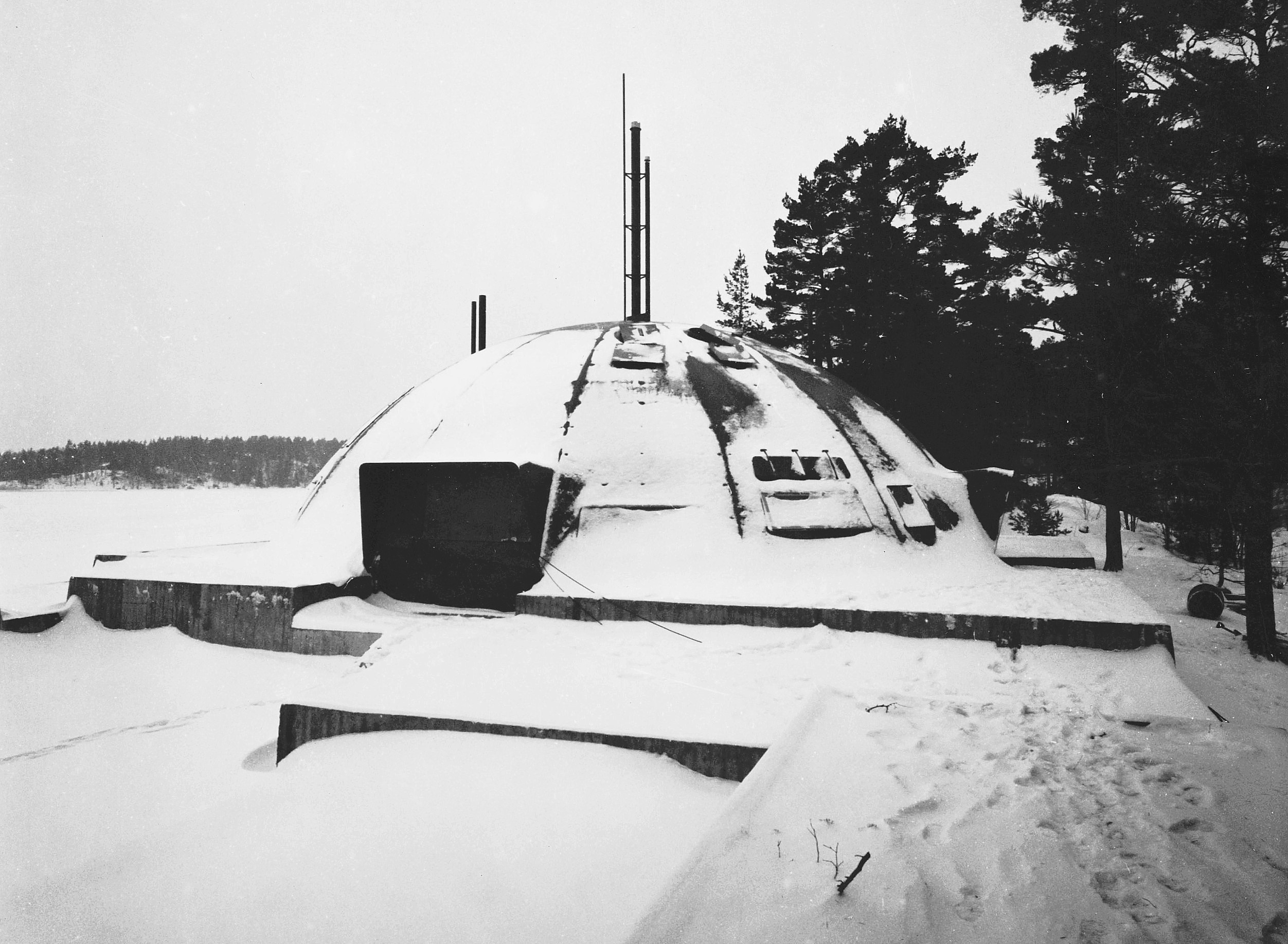